# 右近 (歌人)

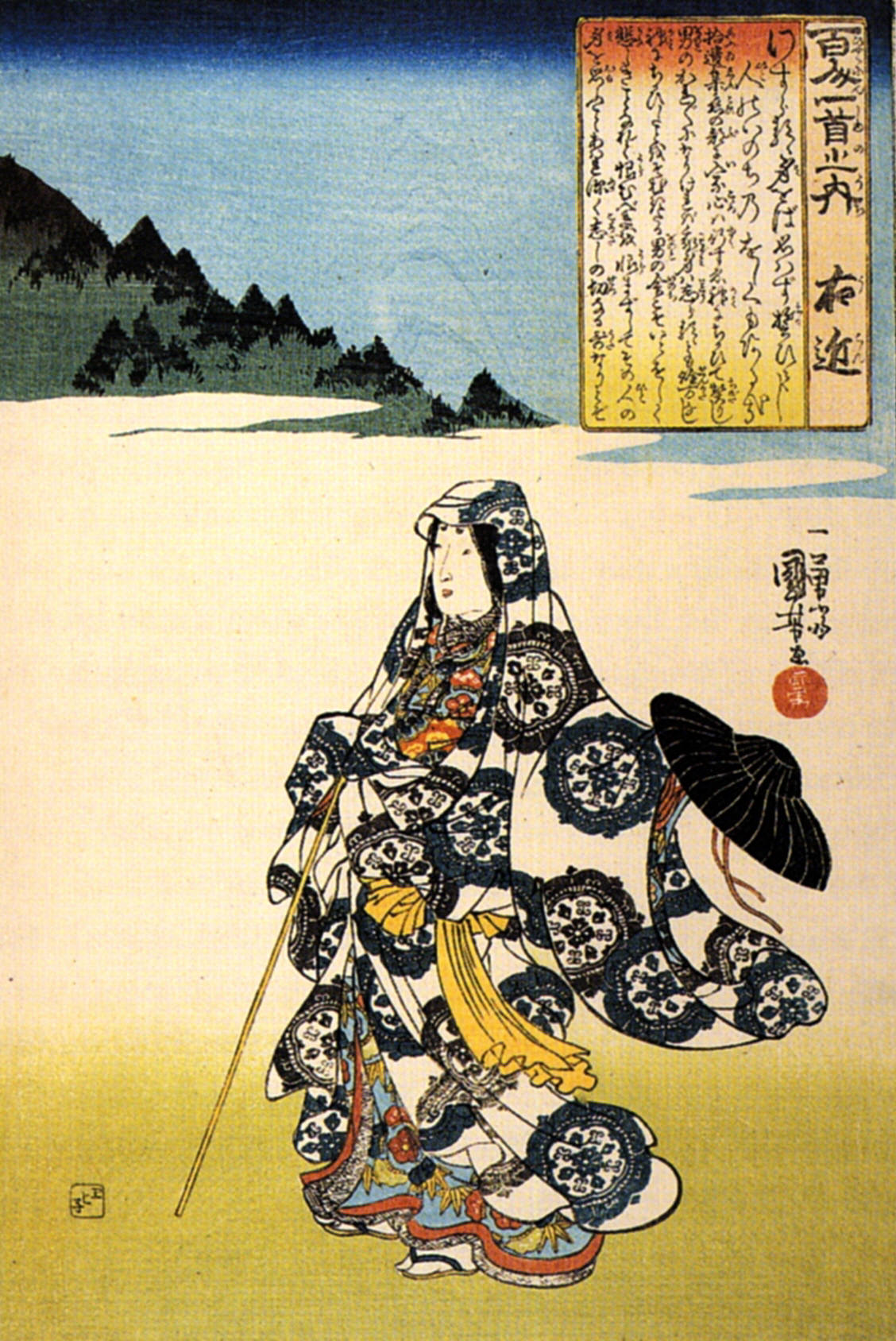
右近（歌川国芳画）

右近（うこん、生没年不詳）は、平安時代中期の女流歌人。父は右近衛少将藤原季縄。
醍醐天皇の中宮穏子に仕えた女房で、元良親王・藤原敦忠・藤原師輔・藤原朝忠・源順（みなもとのしたごう）などと恋愛関係があった。960年（天徳4年）と962年（応和2年）の内裏歌合・966年（康保3年）の内裏前栽合（だいりぜんざいあわせ）などの歌合に出詠、村上天皇期の歌壇で活躍した。
『後撰和歌集』『拾遺和歌集』『新勅撰和歌集』に入集している。
- 小倉百人一首
  - 38番　忘らるる　身をば思はず　誓ひてし　人の命の　惜しくもあるかな（「拾遺和歌集」恋四870）
  - 一説によると、この歌の相手は藤原敦忠と言われている。